# Kingston Lacy
Kingston Lacy es una mansión rural ubicada cerca de la población de Wimborne Minster, en el condado de Dorset (Reino Unido). De titularidad pública desde 1981, es famosa por albergar un importante conjunto de antigüedades egipcias y la Colección Bankes de viejos maestros de la pintura europea, que incluye valiosos ejemplos de Sebastiano del Piombo, Tiziano, Tintoretto, Rubens, Velázquez, Guido Reni, Peter Lely... 
Rodeado de jardines y con un amplio parque natural, el palacio está abierto al público como museo y ofrece en su entorno actividades como teatro, conciertos, ferias de productos locales y paseos en grupo. Toda la finca es gestionada por el organismo público National Trust.

## Historia

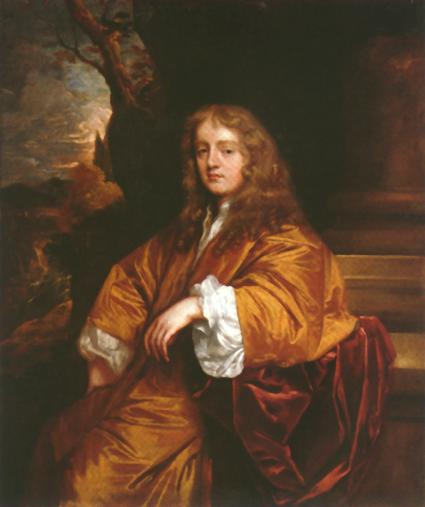
Ralph Bankes, constructor del palacio, en un retrato de Peter Lely conservado allí.

Kingston Lacy fue residencia de la saga Bankes durante más de tres siglos, desde 1663 hasta 1981, cuando pasó a ser propiedad pública. 
John Bankes, alto cargo al servicio de Carlos I de Inglaterra, adquirió el castillo Corfe en 1634, y al año siguiente sumó una propiedad próxima conocida como Kingston Lacy. Durante la guerra civil inglesa (1642-51) los Bankes se mantuvieron fieles al bando monárquico y su castillo resultó muy dañado tras dos asedios de las tropas parlamentarias. Optaron por no reconstruirlo y se mudaron a Kingston Lacy.
En la restauración monárquica posterior a la guerra, el hijo de John Bankes, Ralph, fue hecho caballero por su lealtad a la corona. En 1663, Ralph decidió construir una nueva residencia en sus terrenos de Kingston Lacy, para lo que encargó los planos a Roger Pratt. Sería remodelada después en varias ocasiones, aunque conserva la pinacoteca reunida a lo largo de los siglos.
La actual imagen de la mansión se debe a dos ilustres miembros de la saga Bankes: Henry Bankes el Joven y su hijo, el aventurero William John. El primero, con la ayuda de su arquitecto Robert Furze Brettingham, remodeló el edificio en la década de 1780. Sus trabajos en la biblioteca y el salón han subsistido a las múltiples modificaciones posteriores. Además, se eliminó el jardín geométrico que existía para dar preferencia al parque actual.
En 1835-41, William John Bankes prosiguió los afanes constructivos en la mansión, encargando al arquitecto Charles Barry un replanteamiento al gusto de los palacios venecianos. Bankes y Barry se habían conocido durante una visita al templo de Abu Simbel en Egipto. En la reforma dirigida por Barry las fachadas originales de ladrillo se recubrieron de piedra, el acceso a la casa se realzó con una escalinata y terraza elevada, se levantaron altas chimeneas en los cuatro ángulos del tejado y se rehízo la caja de la escalera en mármol, coronándose su cima con una cúpula. El arquitecto Charles Barry es ahora famoso porque diseñó el gran edificio del Parlamento de Londres, con la célebre torre del Big Ben.

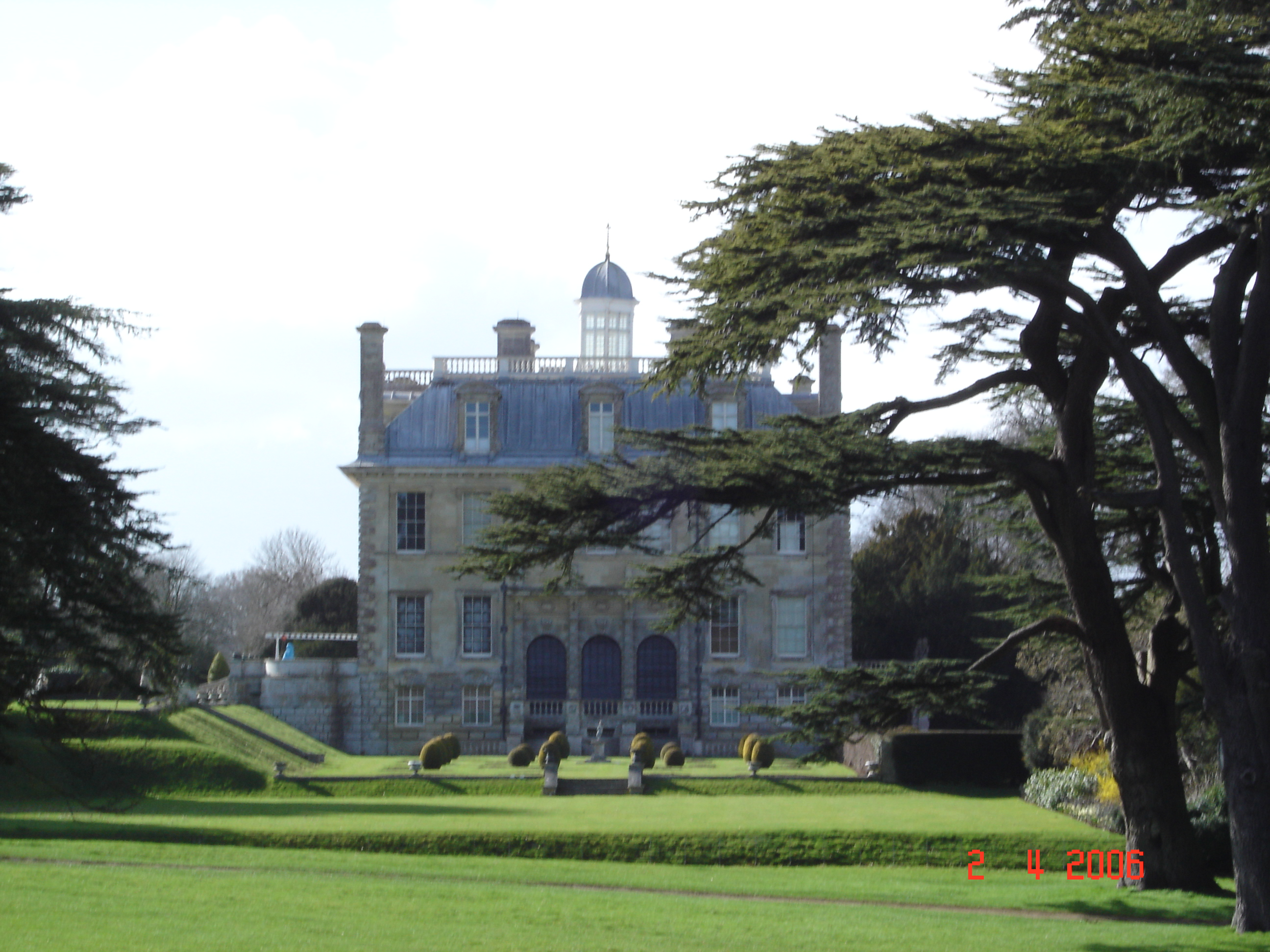
El palacio, desde un lateral; aquí se ven con claridad la cúpula de la escalera principal y las chimeneas angulares.

William John Bankes fue además un pionero en la exploración de tierras remotas, y reunió una amplia colección de antigüedades egipcias, que ahora se exhiben en la Sala Egipcia. Este conjunto es el único de aquella época que subsiste intacto en una residencia señorial.
El interés por Egipto no hizo mermar en William John su afán por cuidar y realzar su mansión. Pasó el resto de su vida encargando mejoras para ella, y prueba de ello es la llamada Sala Española, con un techo de madera pintada y sobredorada procedente de Venecia; fueron necesarios veinte años para terminar de decorarla. El protagonismo de España en la mansión se explica porque William John participó en la guerra de independencia española contra Napoleón Bonaparte, y en esos años reunió importantes pinturas españolas.
La propiedad se muestra hoy tal como quedó en la época eduardiana, y refleja la influencia de Walter Ralph Bankes y su esposa Henrietta. Su hijo Ralph legó todo el conjunto al National Trust en 1981; no sólo la casa y sus jardines sino también un amplio parque en estado natural, que incluye las ruinas del citado Castillo Corfe y doce granjas que siguen activas. Sigue siendo la mayor donación recibida por dicho organismo.
Desde que Kingston Lacy pasó a manos del National Trust, se han acometido trabajos para recuperar elementos dañados o perdidos. Éste es el caso de un jardín japonés.
No lejos de la casa se halla el fuerte de Bradbury Hills, cuyo origen se remonta a la Edad de Hierro. Allí crecen catorce variedades de orquídeas.

## Colecciones

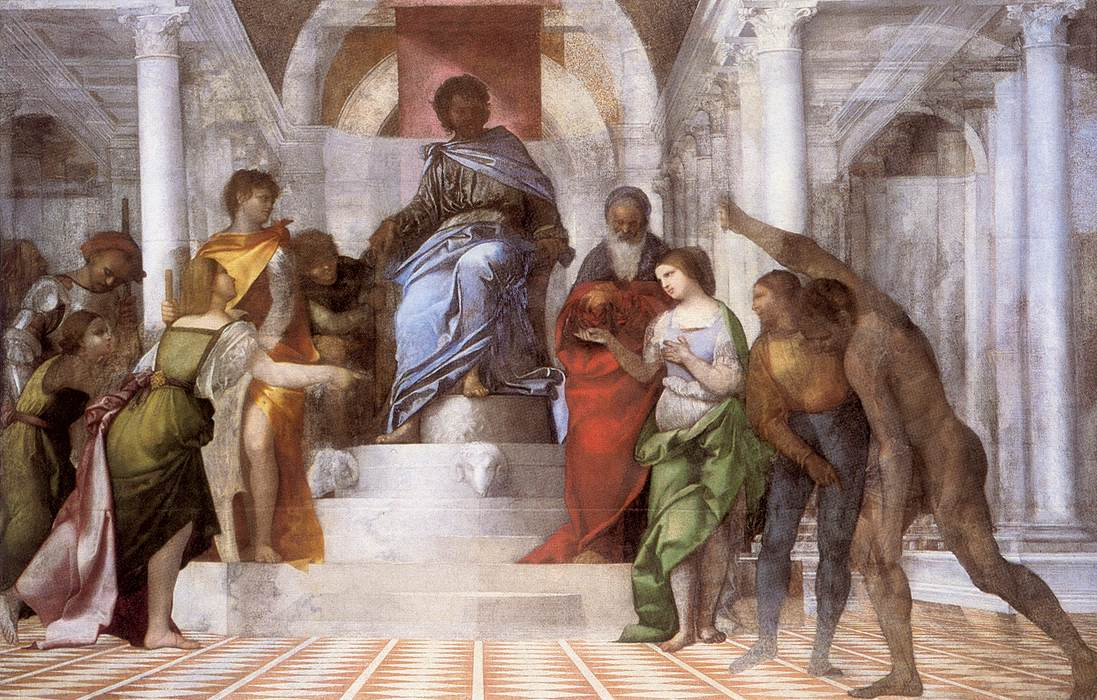
Juicio de Salomón, obra inacabada atribuida a Sebastiano del Piombo que preside el comedor de Kingston Lacy.

Kingston Lacy es famosa por su suntuosa decoración y colecciones de arte. Destaca la llamada Sala Española, con un techo decorado al estilo de los palazzi venecianos y las paredes recubiertas de cuero con aplicaciones de oro. Alberga cuatro pinturas relativas a Murillo, si bien son copias; una reproduce la Santa Rosa de Lima del Museo Lázaro Galdiano de Madrid.
La colección de pintura cuenta con un ejemplo sobresaliente de Rubens, el Retrato de Maria Serra Pallavicino, reproducido en innumerables libros sobre el artista y que los Bankes adquirieron en Génova. Otros pintores representados son Van Dyck, Tiziano (Retrato del senador veneciano Nicolò Zen, h. 1560), Brueghel, Sébastien Bourdon y Peter Lely, para quien posó el constructor del palacio, Ralph Bankes. Otro miembro de la saga, Jerome Bankes, está representado en un retrato pintado por Massimo Stanzione. 
Podemos ver también una Virgen con el Niño que tradicionalmente se atribuía a Rafael, y que hoy se considera obra de su ayudante Gianfrancesco Penni. Está realzada con un valioso y singular marco de madera, decorado con efigies en relieve de Rafael y de anteriores propietarios de la obra, como el duque de Mantua y el rey Carlos I de Inglaterra. Es una de las obras pertenecientes al monasterio de El Escorial que fueron sustraídas durante la ocupación napoleónica. Este cuadro fue incluido en la exposición El último Rafael celebrada en el Museo del Prado y el Louvre en 2012. 
El juicio de Salomón, pintura juvenil inacabada atribuida a Sebastiano del Piombo, preside el comedor; en la misma estancia cuelgan las enormes llaves del desaparecido castillo de Corfe Castle, anterior morada de los Bankes.

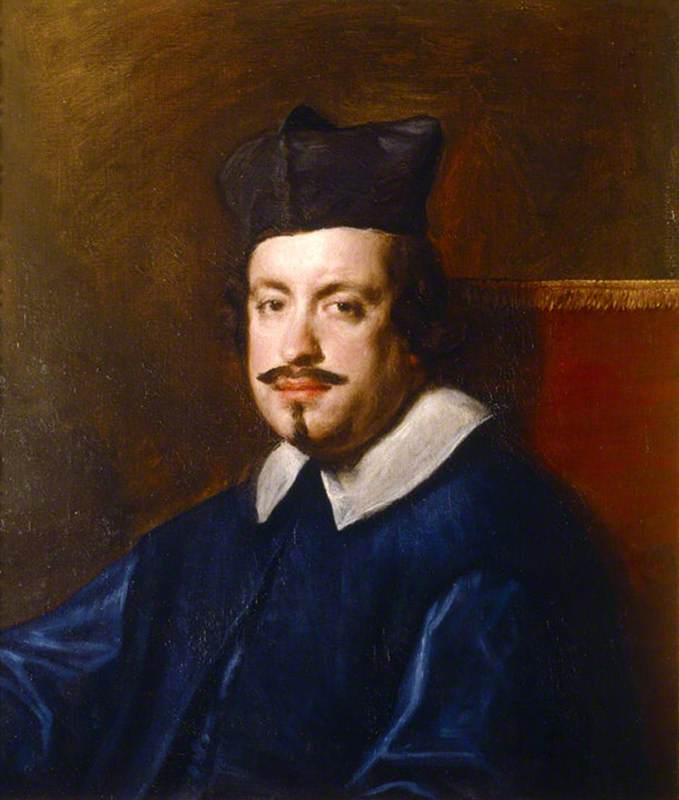
Retrato de Camillo Massimi, pintado por Velázquez.

Hay que destacar la presencia del pintor español Velázquez, con el retrato de Retrato de Camillo Massimi, una de las efigies que pintó en Roma durante su segunda estancia en Italia (1649-51). Se exhibe así mismo una versión reducida de Las meninas, que el experto Matías Díaz Padrón insiste en considerar auténtica del artista y un posible modelo previo para el cuadro definitivo del Museo del Prado. Sin embargo, la creencia mayoritaria es que se trata de una copia, tal vez del yerno de Velázquez, Juan Bautista Martínez del Mazo. También se custodia en Kingston Lacy una copia de El cardenal Borja, un retrato velazqueño cuyo original no subsiste. Otros pintores españoles en la colección son: Luis de Morales (Ecce Homo), Francisco Ribalta y Jerónimo Jacinto Espinosa; el ejemplo de este último es un retrato de cuerpo entero, raro en su producción.
El dormitorio principal, suntuosamente decorado, entraña especial interés porque en él pernoctó en 1907 el káiser Guillermo II de Alemania.
El techo de la biblioteca está decorado con un fresco a modo de plafón, La separación del día y de la noche, pintado por Guido Reni. Procede de un palacio de Bolonia; fue arrancado y montado sobre lienzo. Los Bankes lo adquirieron en 1841, pero no era fácil de colocar por su gran tamaño (4,5 x 4 metros) y pasó por diversos salones de la casa. Fue recuperado en 2006 tras haber permanecido cuarenta años enrollado. 
La actividad investigadora y de restauración en Kingston Lacy prosigue, y su último éxito es la autentificación de un cuadro de Tintoretto (Apolo y las musas) como original suyo. Una laboriosa (y costosa) limpieza ha desvelado, según los expertos, una calidad inesperada que es distintiva del maestro. Se presentó públicamente en junio de 2010.
La casa alberga además la mayor colección de objetos egipcios que un solo particular haya reunido en Gran Bretaña. Ejemplo elocuente de ello es el milenario obelisco de File, que preside los jardines.